# رامی، ادلب
رامی (به عربی: الرامی) یک منطقهٔ مسکونی در سوریه است که در ناحیه احسم واقع شده‌است. رامی ۴٬۹۸۳ نفر جمعیت دارد.